# Чєрнєцов Василь Михайлович
Василь Михайлович Чернецов (22 березня 1890, станиця Калітвенська, Область Війська Донського — 23 грудня 1918, поблизу хутора Іванкова, Область Війська Донського) — російський воєначальник, полковник.